# Trittame xerophila
Trittame xerophila is een spinnensoort uit de familie Barychelidae. De soort komt voor in Queensland.